# Salta
Salta je hlavní město provincie Salta na severozápadě Argentiny. Nachází se v údolí Valle de Lerma, na úpatí And v nadmořské výšce 1187 metrů na řece Río Arenales. V současnosti je osmým největším městem Argentiny s 554 tisíci obyvateli.
Ve vzdálenosti 6 km jihozápadně od města se nachází letiště Martin Miguel de Guemes.
Město na příkaz místokrále Álvareze Francisca de Toledo založil 16. dubna 1582 španělský dobyvatel Hernando de Lerma, který osadu založil jako chráněné místo na cestě mezi městem Lima v Peru a městem Buenos Aires v Argentině. Původní název byl Ciudad de San Felipe y Santiago de Lerma. Vznik nynějšího názvu Salta je předmětem dohadů a existuje několik teorií, které ho vysvětlují.
Město je známo svou španělskou koloniální architekturou ve staré části města. Zpracovává se zde ropa v místní rafinerii, kromě toho je ve městě i potravinářský průmysl. Na jih od města je významná vinařská oblast Argentiny.
Podnebí je teplé a suché, průměrný roční úhrn srážek je 756 mm, hlavní období dešťů je v lednu a únoru.